# 永嘉 (東漢)
永嘉（145年）或作元嘉、永熹、永憙，是东汉皇帝汉冲帝刘炳统治时期的年号。汉朝使用这个年号时间共计1年。
永嘉元年正月汉质帝即位沿用。
年號名稱方面，范曄《后汉书》、司馬彪《續漢志》、皇甫謐《帝王世紀》、伏侯《古今注》均作「永嘉」；劉珍《東觀漢記》作「永熹」；袁宏《后汉纪》誤作「元嘉」。清代時何焯依據史繩祖《學齋佔畢》記載南宋淳熙二年邛州出土的漢隸石刻考证应为「永憙」，後來的清代學者多從「永憙」說，連現今的中华書局點校本《後漢書》也從清代學者的考訂以「永憙」為正。其後有不少的點校古籍及諸多的歷史年表採用了「永憙」說。

## 改元
- 建康二年——正月初一日，改元為永嘉元年。[1]
- 永嘉二年——正月初一日，改元為本初元年。[9]

## 大事記
- 永嘉元年——正月初六日，漢沖帝駕崩；二十五日，漢質帝即位。[1][9]

## 紀年農曆對照表
表格中各月的干支即為各月的第1日，「大」表示該月有30日，「小」表示該月有29日，「閏月」表格中的中文數字表示該年為閏X月，各月初一底下的數字表示對應的西曆日期。
| 公元  | 干支 | 紀年     | 正月   | 二月   | 三月   | 四月   | 五月   | 六月   | 七月   | 八月   | 九月   | 十月   | 十一月 | 十二月  | 閏月 |
| ----- | ---- | -------- | ------ | ------ | ------ | ------ | ------ | ------ | ------ | ------ | ------ | ------ | ------ | ------- | ---- |
| 145年 | 乙酉 | 永嘉元年 | 癸巳小 | 壬戌大 | 壬辰大 | 壬戌小 | 辛卯大 | 辛酉小 | 庚寅大 | 庚申小 | 己丑大 | 己未小 | 戊子大 | 戊午小  | —    |
| 145年 | 乙酉 | 永嘉元年 | 2/10   | 3/11   | 4/10   | 5/10   | 6/8    | 7/8    | 8/6    | 9/5    | 10/4   | 11/3   | 12/2   | 146/1/1 | —    |

## 参看
- 中國年號索引
- 其他時期使用永嘉的年號